# Карпова, Анна Самойловна
Анна Самойловна Карпова (в девичестве — Хана Шмулевна Лувищук, 1883—1968) — русская революционерка, директор Московского института философии, литературы и истории (1935—1940) и директор Исторического музея в Москве (1940—1962).

## Биография
Родилась в 1883 году в городе Каменец-Подольске в семье ювелира. Мать рано умерла, в семье остались трое детей. Отец женился вторично, и в этом браке родились ещё четверо детей.
Окончив гимназию, в 18 лет уехала в Киев, где оказалась в окружении революционной молодёжи и занялась революционной агитацией среди железнодорожных рабочих, была в заключении в Лукьяновской тюрьме. Член РСДРП с 1902 года. В 1904 году вышла замуж за Карпова Льва Яковлевича, революционера, учёного-химика. Перебралась в Петербург, где также находилась в заключении в Алексеевском равелине Петропавловской крепости в январе 1906 года. После освобождения из крепости в апреле 1906 года, перебралась вместе с мужем в Финляндию.
В 1912 году окончила историко-филологическое отделение Московских высших женских курсов. В 1915 году Лев Карпов получил предложение стать директором химического завода в селе Бондюга, который входил в Волжско-Камское объединение химических заводов товарищества Ушаковых. В Бондюге семья Карповых вела вполне обеспеченную жизнь, и Анна Самойловна помогала своим родным и близким в Киеве и Москве. Осенью 1918 года из-за начавшейся Гражданской войны в Бондюге стало опасно, и семья не без трудностей вернулась в Москву. Карпова поступила на работу в отдел народного образования Москвы.
В 1921 году умер Лев Карпов. В 1921—1922 годах Карпова руководила Губполитпросветом. С 1922 по 1926 год заведовала агитпропом Краснопресненского районного комитета партии. С 1925 года — член бюро РК ВКП(б) и кандидат в члены Московского комитета партии. С марта 1926 по сентябрь 1929 года работала заместителем заведующего отделом пропаганды и агитации МК ВКП(б). С 1929 по 1935 год была ректором Московских областных курсов марксизма.
В 1932 году во второй раз вышла замуж за Бориса Абрамовича Азарха — инженера, специалиста по льнопрядильным машинам.
В 1935—1940 годах была ректором Института философии, литературы и истории. С 1940 по 1962 год была директором Исторического музея.
Умерла в 1968 году в Москве. Похоронена на Новодевичьем кладбище (7 участок, 3 ряд).

## Семья
- Сестра — Евгения, была замужем за А. Г. Шлихтером.
- Муж — Карпов Лев Яковлевич, русский химик-технолог и революционер, вышла за него замуж в 1904 году.[3]
  - Сын — Юрий Львович Карпов, инженер-конструктор.
  - Сын — Владимир Львович Карпов, был женат вторым браком на известном физике-ядерщике Доре Ильиничне Лейпунской (1912—1978), сестре А. И. Лейпунского и О. И. Лейпунского.
    - Внучка — доктор физико-математических наук и художница Ирина Владимировна Карпова (род. 1933), была замужем за математиком Ф. А. Березиным.